# Helen Fielding
Helen Fielding (nascuda el 19 de febrer de 1958 a Morley, West Yorkshire) és una escriptora anglesa coneguda, principalment, per la seva novel·la El diari de Bridget Jones (guanyadora del Premi Llibre Britànic de l'Any el 1998) i la seva seqüela Bridget Jones perd el seny. És una de les creadores del gènere literari anomenat chick-lit.
Durant la seva joventut, Fielding va anar al Wakefield Girls High School de Wakefield (Anglaterra). Es va graduar a la Universitat d'Oxford en filologia anglesa i va treballar pel periodisme televisiu durant diversos anys abans d'escriure la seva primera novel·la Rosie se'n va a l'Àfrica. Per aquell temps, va festejar amb el guionista britànic Richard Curtis, que va escriure la història de Quatre bodes i un funeral, Notting Hill i les sèries de Blackadder.
Els llibres de Bridget Jones tenen el seu origen en les columnes que la periodista va escriure en els diaris britànics The Independent i The Daily Telegraph entre 1995 i 1998. Tots dos van ser adaptats a la pantalla gran el 2001 i 2004. El 2005, la seva columna de Bridget Jones va ser reintroduïda a The Independent. Aquesta vegada, Bridget quedava embarassada i tenia un nadó però, l'amor encara li defugia. El 2004 també va publicar una paròdia en el gènere de l'espionatge Olivia Joules and The Overactive Imagination.
El febrer del 2004 va donar a llum al seu primer fill Dashiell Michael, nascut de la seva relació amb l'escriptor de Els Simpsons, Kevin Curran. El seu segon nadó, una nena, va néixer el 16 de juliol de 2006.